# نموذج شبكة العنكبوت (كوبويب)
نموذج شبكة العنكبوت (كوبويب) أو نظرية بيت العنكبوت هو نموذج اقتصادي يشرح لماذا قد تخضع الأسعار لتقلبات دورية في أنواع معينة من الأسواق. يصف النموذج العرض والطلب الدوريين في السوق حيث يجب اختيار الكمية المنتجة قبل مراقبة الأسعار. من المفترض أن تستند توقعات المنتجين حول الأسعار إلى مراقبات الأسعار السابقة. حلل نيكولاس كالدور النموذج في عام 1934، وصاغ مصطلح «مبرهنة شبكة العنكبوت» مستشهدًا بالتحليلات السابقة باللغة الألمانية التي كتبها هنري شولتز وأمبرتو ريتشي.

الحالة المتقاربة: كل نتيجة جديدة تكون أقرب لنقطة التقاء الطلب مع العرض

الحالة المتباعدة: كل نتيجة جديدة تكون أكثر بعدًا عن نقطة التقاء العرض بالطلب عن سابقاتها

## النموذج
يعتمد نموذج شبكة العنكبوت بشكل عام على فارق زمني بين قرارات العرض وقرارات الطلب. تعتبر الأسواق الزراعية سياقًا يمكن تطبيق نموذج شبكة العنكبوت فيه، إذ نجد فيها فارقًا زمنيًا بين وقت الزراعة ووقت الحصاد (يعطي كالدور، 1934، ص 133-134 مثالين زراعيين: المطاط والذرة). لنفترض على سبيل المثال أنه نتيجة لسوء غير متوقع في الأحوال الجوية، يذهب المزارعون إلى السوق لبيع محصول صغير من الفراولة. يؤدي هذا النقص، الذي يعادل تحولًا إلى اليسار في منحنى العرض في السوق، إلى ارتفاع الأسعار. إذا كان المزارعون يتوقعون استمرار هذه الظروف التي يكون السعر فيها مرتفعًا، فعندئذٍ في السنة التالية، سيزيدون إنتاجهم من الفراولة نسبة للمحاصيل الأخرى. لذلك، عندما يذهبون لتسويق إنتاجهم، سيكون العرض مرتفعًا، ما يؤدي إلى انخفاض الأسعار. إذا كانوا يتوقعون استمرار الأسعار المنخفضة، فسوف يخفضون إنتاجهم من الفراولة للعام التالي، ما يؤدي إلى ارتفاع الأسعار مرة أخرى.
وُضّحت هذه العملية من خلال المخططات الموجودة إلى جانب النص. يقع سعر التوازن عند تقاطع منحنيي العرض والطلب. يعني المحصول الضعيف في الفترة الأولى انخفاض العرض إلى Q1، بحيث ترتفع الأسعار إلى P1. إذا كان المنتجون يخططون معدلات إنتاج الفترة 2 متوقعين استمرار هذا السعر المرتفع، فسيكون عرض الفترة 2 أعلى عند Q2. وبالتالي تنخفض الأسعار إلى P2 عندما يحاول المزارعون بيع كامل إنتاجهم. في الوقت الذي تتكرر فيه هذه العملية نفسها، نراها تتأرجح بين فترات انخفاض العرض مع ارتفاع الأسعار ثم ارتفاع العرض بأسعار منخفضة، وبالتالي نلاحظ أن السعر والكمية (المعروضة أو المطلوبة) يدوران في دوامة. قد يدوران تصاعديًا باتجاه الداخل كما في الشكل العلوي، فيصل الاقتصاد في هذه الحالة إلى التوازن عندما يتقاطع العرض والطلب، أو تدور تصاعديًا باتجاه الخارج مع زيادة التقلبات في حجمها.
يمكن أن يكون لنموذج شبكة العنكبوت نوعان من النتائج:
- إذا كان منحنى العرض أكثر حدة من منحنى الطلب، فإن التقلبات تنخفض في الحجم مع كل دورة، لذلك سيبدو مخطط الأسعار والكميات بمرور الوقت وكأنه لولب يدور باتجاه الداخل، كما هو موضح في الرسم البياني الأول، وهذا ما يسمى بالحالة المستقرة أو المتقاربة.[1][2]
- إذا كان منحدر منحنى العرض أقل من القيمة المطلقة لمنحدر منحنى الطلب، فإن التقلبات تزداد في الحجم مع كل دورة، بحيث فتدور منحنيات الأسعار والكميات باتجاه الخارج، وهذا ما يسمى بالحالة غير المستقرة أو المتباعدة.[1]